# Наближення сильного зв'язку
Наближення сильного зв'язку — математичний метод розв'язку рівняння Шредінгера для знаходження енергетичних рівнів електронів у кристалічному твердому тілі в одноелектронному наближенні, в якому хвильова функція електрона будується як лінійна комбінація хвильових функцій атомів.
Гамільтоніан, що описує рух електрона в періодичному потенціалі в твердому тілі, можна записати у вигляді
{\displaystyle {\hat {H}}=-{\frac {\hbar ^{2}}{2m}}\Delta +\sum _{n}V(\mathbf {r} -\mathbf {a} _{n})},
де {\displaystyle \hbar } — приведена стала Планка, m — маса електрона, {\displaystyle V(\mathbf {r} -\mathbf {a} _{n})} — потенціальна енергія електрона, зумовлена взаємодією з n-тим атомом, {\displaystyle \mathbf {a} _{n}} — радіус-вектор n-го вузла.
Якщо функція {\displaystyle \phi (\mathbf {r} )} є власною функцією гамільтоніана
{\displaystyle {\hat {H}}_{0}=-{\frac {\hbar ^{2}}{2m}}\Delta +V(\mathbf {r} )},
із енергією {\displaystyle {\mathcal {E}}_{0}}, то в рамках методу сильного зв'язку хвильову функцію кристала шукають у вигляді
{\displaystyle \psi _{\mathbf {k} }=\sum _{n}\phi (\mathbf {r} -\mathbf {a} _{n})e^{i\mathbf {k} \cdot \mathbf {a} _{n}}},
який задовільняє умові теореми Блоха
Наближення сильного зв'язку застосовують тоді, коли інтегралом перекриття функцій {\displaystyle \phi }, локалізованих на різних вузлах кристалічної ґратки можна знехтувати:
{\displaystyle \int \phi (\mathbf {r} -\mathbf {a} _{n})\phi (\mathbf {r} -\mathbf {a} _{n}^{\prime })dV\approx 0} при {\displaystyle n\neq n^{\prime }}.
Тоді закон дисперсії для електронних рівнів запишеться у вигляді
{\displaystyle {\mathcal {E}}(\mathbf {k} )={\mathcal {E}}_{0}+\sum _{n\neq n^{\prime }}w_{nn^{\prime }}e^{i\mathbf {k} \cdot \mathbf {a} _{n}}},
де
{\displaystyle w_{nn^{\prime }}=\int \phi ^{*}(\mathbf {r} -\mathbf {a} _{n})V(\mathbf {r} -\mathbf {a} _{n^{\prime }})\phi (\mathbf {r} -\mathbf {a} _{n^{\prime }})dV}.
Аналогічну процедуру можна провести з будь-якою атомною орбіталлю. Як наслідок атомний енергетичний рівень {\displaystyle {\mathcal {E}}_{0}} розщеплюється при взаємодії електрона з іншими атомами кристала у вузьку зону.

## Наближення найближчих сусідів
Атомні орбіталі {\displaystyle \phi } швидко спадають із віддаллю, тож величини {\displaystyle w_{nn^{\prime }}}, які визначають ймовірність перестрибування електрона з одного вузла кристалічної ґратки на інший, можна вважати відмінними від нуля тільки для найближчих вузлів.
Наприклад, для простої кубічної ґратки з періодом a закон дисперсії електронних станів запишеться у вигляді
{\displaystyle {\mathcal {E}}(\mathbf {k} )={\mathcal {E}}_{0}+2w(\cos k_{x}a+\cos k_{y}a+\cos k_{z}a)}.
Величина 2w визначає ширину зони.

## Застосування
Наближення сильного зв'язку широко використовується в квантовій теорії твердого тіла, а також у квантовій хімії, де аналогічний метод часто називають методом Гюкеля.